# Взаимодействие равных

## Производство на равных (англ. peer production) или взаимодействие на равных (англ. peer-to-peer сollaboration) —
один из ведущих принципов викиномики, описанный в одноименной книге Дона Тапскотта и Энтони Д. Уильямса, опубликованной в 2006 году. Представляет собой новую модель инноваций и создания ценностей. Описывает процессы производства при свободном сотрудничестве компаний с массами людей для продвижения инноваций и стимулирования роста в своих отраслях. Идея развилась во многом благодаря возможностям, которые открыл перед пользователями Web 2.0. Одна из разновидностей эгалитаризма

### Реализация принципа
Процесс разделения труда в современном мире становится все более сложным и разнообразным. Новое сотрудничество не ассоциируется с командой людей, работающих за одним столом. Оно предполагает эффективное использование навыков и интеллектуальных способностей всего человечества. Для компаний, работающих согласно этому принципу решающим оказывается умение создать для воплощения проекта как можно более горизонтальную сеть, в которую войдут не только сотрудники, но и сторонние специалисты, добровольно принимающие участие в общем деле. Это не означает однако полное исчезновение системы иерархии (хотя и предполагает ее видоизменение по сравнению с традиционными представлениями о ней). При реализации принципа в бизнесе предполагается, что компания открывает для свободного доступа информацию, которой она обладает, а взамен получает прибыль благодаря привлеченным таким способом сторонним человеческим ресурсам. Успех компании Microsoft, а затем и Linux стал возможен именно благодаря созданию ими стандартной платформы, на базе которой каждый разработчик мог предложить вариант реализации собственного программного продукта. При этом патентные права не приносятся в жертву.
Взаимодействие групп, подобных Skype, основано на предоставлении пользователей ресурсов своих компьютерных и мобильных устройств для того, чтобы система могла работать. По тому же принципу организована любая работа через BitTorrent.
Современный интернет — это платформа, на которой любая информация может быть передана кому-то еще и, при необходимости, скомбинирована каким-то другим образом. Это единое пространство, в творческой жизни которого, постоянно взаимодействуя и кооперируясь с другими, участвует каждый. Авторы «Викиномики» сравнивают его с холстом, на котором каждый мазок, нанесенный одним пользователем, может быть изменен и дополнен другим таким же пользователем.

### Критика принципа и ответы на неё
Джерон Ланье видит в качестве одной из основных проблем «онлайнового коллективизма» то, что отдельные голоса тонут в мутном анонимном потоке всеобщей посредственности. По мнению авторов «Викиномики» его аргументация, применяющая термин «коллективной глупости» к постоянно развивающимся способам кооперации в Web 2.0, не состоятельна. К данному блоку критики примыкает мнение, касающиеся развития блогосферы. Согласно ему, блоги лишь засоряют медийное пространство, которое перенасыщено информацией само по себе. В качестве аргумента приводятся цифры, согласно которым существует более 50 миллионов блогов (и ежесекундно возникает еще один новый), в которых ежедневно размещается 1,5 миллиона записей. С этой же точки зрения блоги (особенно насыщенные видео- и фотоконтентом) являются угрозой для СМИ, причем теперь уже не только для печати, но телерадиокомпаний.
Билл Гейтс считает, что коллективное творчество несет в себе потенциальную угрозу для отраслей, зарабатывающих на знании (в частности, для сферы разработки программного обеспечения). Основанием для этого являются факты, согласно которым появление, например, Википедии пошатнуло индустрию книгопечатания. Эта довольно популярная точка зрения стремится представить последователей идеи взаимодействия на равных своеобразными новыми коммунистами. В то же время Говард Рейнгольд отмечает, что, в отличие от коммунизма, новая экономика, построенная на идее производства на равных, предполагает не централизованный контроль, а напротив свободный выбор и распределенную координацию. Кроме того, по его мнению в основе взаимодействия на равных лежит принцип уважения индивидуальности.
Привычка пользователей к доступной информации становится одной из причин развития интернет-пиратства. Однако Кори Доктороу считает, что проблема автором самом деле заключается в риске, что произведение потеряется в огромном пространстве интернета, наполненном контентом и мнениями. По его мнению, судьба произведения, которое распространяется пиратами и, таким образом, находит пользователя, лучше, чем того, которому предпочли другой продукт вне зависимости от того, по каким причинам это было сделано. Популярность бесплатного распространения в таком случае объясняется стремлением во что бы то ни стало привлечь лояльную аудиторию. Доктроу верит, что цифровое пространство предназначено для копирования информации.

### Примеры проектов, в основе которых лежит принцип
MySpace
YouTube
Linux
Wikipedia
Flickr
Blogger
Google Maps
Amazon.com
EBay
BiOS
SNP Consortium
Celluar Signaling
Skype
Napster
BitTorrent